# Turčok
Turčok (maďarsky Túrcsok) je obec na Slovensku v okrese Revúca.

## Poloha
Obec leží v jihovýchodní části Slovenského rudohoří.

## Dějiny
Sídlo vzniklo asi v polovině 14. století na území panství hradu Rákoš vynětím z kamenánského katastru. První písemná zmínka o obci (Chirkeuagasa) pochází z roku 1427. Obyvatelstvo se zabývalo chovem ovcí, dřevorubectvím, uhlířstvím a hornictvím. Na konci 19. století se obec začala zmáhat v souvislosti s otevřením důlního podniku Rimamuránské společnosti v Sirku se i po vzniku místního důlního sídliště na Kříži. Ve 20. století její obyvatelé pracovali zejména jako horníci v okolních důlních závodech.

## Kultura a zajímavosti

### Památky
- Evangelický kostel, jednolodní toleranční stavba se segmentovým ukončením presbytáře, bez věže, z roku 1786 . V interiéru se nachází zděný oltář z 19. století.[3] Stavba má hladké fasády s nárožním zaoblením. Okna jsou segmentově ukončena s tenkými šambránami, nad vstupem je půlkruhově ukončeno okno. Vstup je řešen jako představaná zděná předsíň se sedlovou střechou s trojúhelníkovým štítem s tympanonem.

- Venkovská zvonice, zděná stavba na čtvercovém půdorysu s dřevěnou arkádovou nástavbou a barokní helmicí z roku 1801.[4] Nachází se ve vyvýšené poloze nad obcí, v blízkosti kostela. Fasáda zvonice je členěna lizénami s kvádrováním.

### Náboženské složení

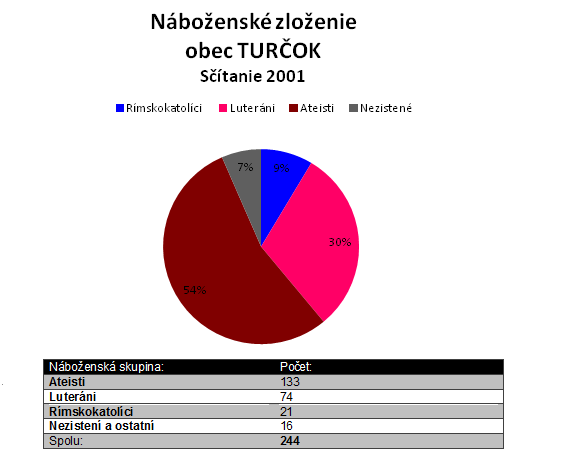
Náboženské složení obce Turčok